# Carlo Wagner
Carlo Wagner (ur. 3 lipca 1953 w Wormeldange, zm. 12 lutego 2021) – luksemburski polityk, ekonomista i samorządowiec, parlamentarzysta, działacz Partii Demokratycznej, w latach 1999–2004 minister.

## Życiorys
Absolwent Athénée de Luxembourg, kształcił się następnie w zakresie nauk ekonomicznych i społecznych na Uniwersytecie we Fryburgu. Pracował jako doradca do spraw gospodarczych. W 1970 wstąpił do Partii Demokratycznej, w latach 1991–1994 był jej sekretarzem generalnym. Od 1994 do 1999 pełnił funkcję burmistrza swojej rodzinnej miejscowości. W 1994 po raz pierwszy uzyskał mandat posła do Izby Deputowanych, który odnawiał w kolejnych wyborach w 1999, 2004 i 2009. Od sierpnia 1999 do lipca 2004 sprawował urząd ministra zdrowia i zabezpieczenia społecznego w rządzie Jean-Claude’a Junckera i Lydie Polfer. W 2013 nie ubiegał się o wybór na kolejną kadencję parlamentu.